# Hiromasa Ishikawa
Hiromasa Ishikawa (japanisch 石川 大雅 Ishikawa, Hiromasa; * 26. August 2002 in Gosen, Präfektur Niigata) ist ein japanischer Fußballspieler.

## Karriere
Hiromasa Ishikawa erlernte das Fußballspielen in der Jugend des Niigata Treasure FC sowie in der Schulmannschaft der Tokyo Gakkan Niigata High School, Nach seiner Schulausbildung ging er in die Mongolei. Hier unterschrieb er einen Vertrag beim Khoromkhon Club. Mit dem Verein aus der Hauptstadt Ulaanbaatar spielte er in der ersten Liga. Bei dem Klub stand er bis Ende Februar 2023 unter Vertrag. Saturday Football International, ein unterklassiger Verein aus Taiwan, nahm ihn von März 2023 bis Mitte Juli 2023 unter Vertrag. Am 13. Juli 2023 kehrte er zu seinem ehemaligen Verein Khoromkhon Club zurück. Ende Januar 2024 ging er nach Armenien. Hier schloss er sich in Kapan dem Zweitligisten Gandsassar Kapan an. Nach nur einem Monat verließ er im Februar 2024 den Verein und schloss sich auf den Philippinen dem Erstligisten Mendiola FC 1991 an. Für den Verein aus der Hauptstadt Manila bestritt er sieben Ligaspiele. Hierbei schoss er fünf Tore. Zu Beginn der Saison 2024/25 wechselte er im Sommer 2024 nach Laos, wo ihn der Erstligist Luang Prabang FC verpflichtete. Nach einem Ligaspiel wechselte er Anfang 2025 zum philippinischen Erstligisten Dynamic Herb Cebu FC.